# Марк Юній Брут Старший
Марк Юній Брут Старший (*Marcus Junius Brutus, бл. 117 до н.е. —77 до н. е.) — державний та військовий діяч Римської республіки.

## Життєпис
Походив з роду нобілів Юніїв. Був нащадком Марка Юнія Брута, консула 178 року до н. е. Його дід Марк Юній Брут був претором 140 року до н. е., а батько — претором 88 року до н. е. Про молоді роки немає відомостей. У 83 році до н. е. обирається народним трибуном. Під час своєї каденції провів закон про заснування колоній в Капуї.
У 77 році до н. е. був легатом Марка Емілія Лепіда, прихильника Луція Корнелія Сулли, що намагався посісти місце останнього. Бруту було довірено контролювати провінцію Цізальпійська Галлія. Проте Марк Юній зазнав поразки від Гнея Помпея Великого під Мутіною й здався у полон. Проте за наказом Помпея Брута було вбито.

## Родина
Дружина — Сервілія Цепіона
Діти:
- Марк Юній Брут, народний трибун 44 року до н. е., організатор змови проти гая Юлія Цезаря.